# Ruban rose

Le ruban rose.

Le ruban rose est un symbole international de la lutte contre le cancer du sein. Il est utilisé pour sensibiliser à cette maladie, promouvoir l'importance du dépistage précoce, et soutenir les personnes touchées par le cancer du sein. 
Ce symbole est particulièrement visible lors du mois d'octobre, connu sous le nom de "Octobre Rose", qui est dédié à la prévention et à la collecte de fonds pour la recherche sur le cancer du sein.

## Histoire du ruban rose
Le premier ruban à avoir été considéré comme objet signifiant dans l’histoire était le ruban jaune (yellow ribbon), qui était mentionné dans une chanson de route, chantée par l’armée des États-Unis. En 1917, George A. Norton déposa au copyright la chanson pour la première fois. Le titre de la chanson était "Round Her Neck She Wears a Yeller Ribbon" (« Autour de son cou, elle porte un ruban jaune »). Dans les années 1940, la chanson fut réécrite par plusieurs musiciens. Inspirée par cette chanson, en 1979, Penney Laigen, une femme américaine dont le mari était pris en otage en Iran, se mit à attacher des rubans jaunes aux arbres de son jardin. Son initiative fut mentionnée au journal du soir et d'autres rubans furent accrochés dans le pays en signe de solidarité. Comme tous les Américains pouvaient voir ce message, le « ruban devint un moyen d’expression ».

Onze années plus tard, aux États-Unis, des activistes défenseurs des droits des patients du SIDA furent inspirés par le moyen d’expression du ruban jaune (réactivé lors de la guerre du Golfe), et décidèrent de faire des rubans pour les personnes luttant contre le SIDA. Le ruban représentant le Sida fut un ruban rouge, couleur de la passion. Le ruban fut médiatisé au cours des Tony awards, porté par l’acteur Jeremy Irons, portant le ruban rouge agrafé à sa poitrine. Comme le public suivait la remise des statues, le ruban attira l’attention et devint célèbre du jour au lendemain. De nombreuses œuvres de charité suivirent cet exemple et créèrent alors leur propre ruban. Ils devinrent si répandus que le New York Times déclara 1992 "The Year of the Ribbon" (L'Année du Ruban). 

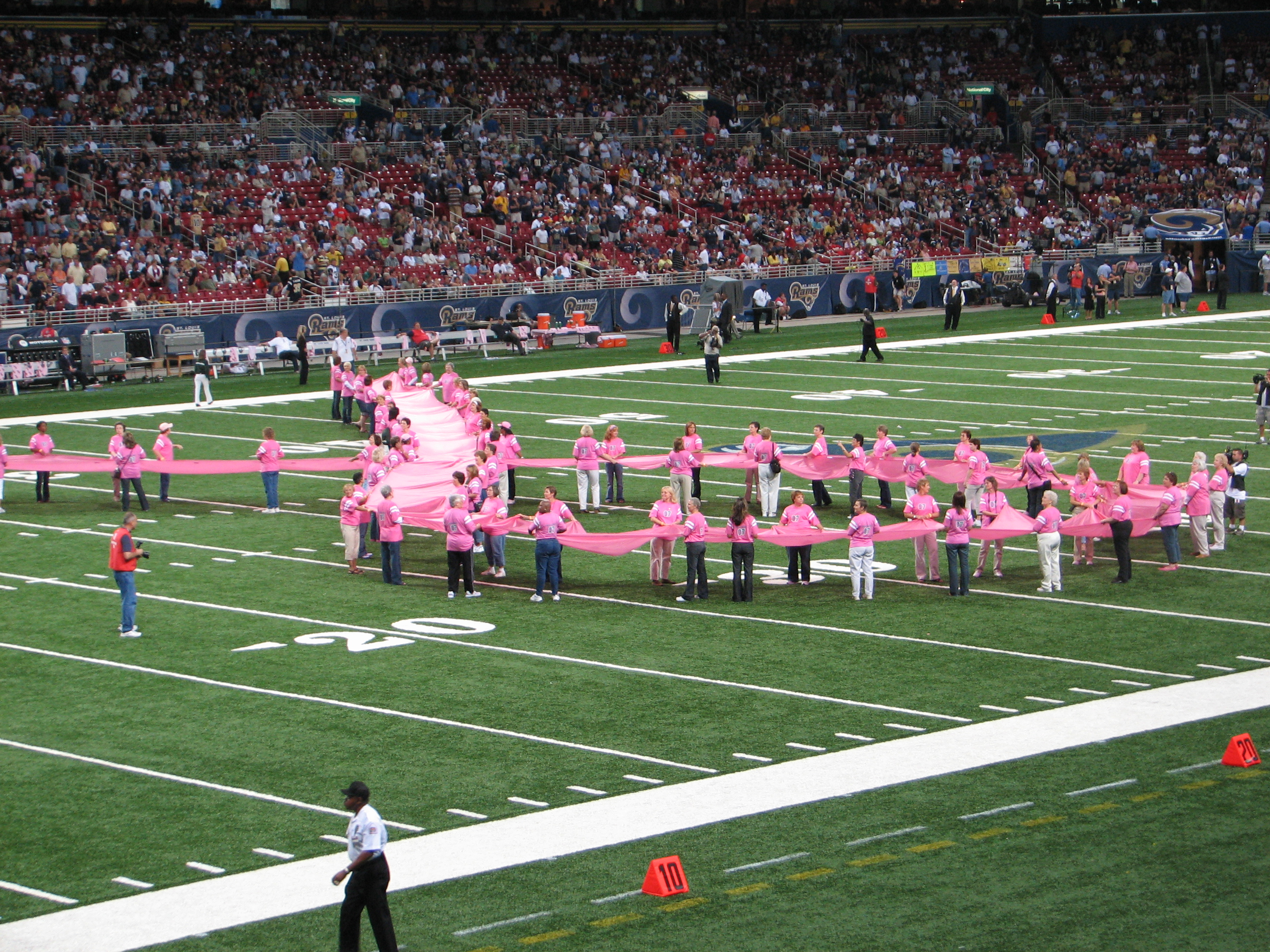
Ruban rose humain dans un stade (2007).

Le premier ruban rose fut introduit par la Fondation de Susan G. Komen (Susan G. Komen Breast Cancer Foundation). Elle remit des visières roses à des personnes ayant survécu à un cancer du sein qui participaient à la course Race for the Cure depuis le début de 1990. En automne 1991, chaque participant du New York City race reçut également un ruban rose. Cependant, le ruban n’avait pas une grande importance pour eux, puisqu’il s’agissait d’un détail mineur dans un événement important. 
En 1992 aux États-Unis, Alexandra Penney, qui était rédactrice en chef du journal Self, un magazine consacré à la santé des femmes, travaillait au deuxième numéro annuel du National Breast Cancer Awareness Month. Le premier numéro avait eu un grand succès : Evelyn Lauder, vice-présidente chez Estee Lauder et survivante d'un cancer du sein, avait été invitée pour être rédactrice du numéro spécial. Alexandra Penney voulait renouveler ce succès. Penney eu l’idée de créer un ruban et de demander à l'entreprise Estee Lauder de le distribuer dans la magasins de New York. Evelyn Lauder surenchérit alors en promettant de mettre des rubans sur tous les comptoirs de magasins cosmétiques du pays.  

Or, la même semaine, un article écrit par Liz Smith décrivait qu'une femme faisait déjà des rubans de couleur pêche, destinés à la lutte contre le cancer du sein. Charlotte Hayley, 68 ans, était la mère, la sœur et la grand-mère de femmes qui avaient été victimes du cancer du sein. Elle avait confectionné des rubans couleur pêche à son domicile et les distribuait gratuitement accompagnés d’une carte disant « Le budget annuel du National Cancer Institute est de 1,8 milliard de dollars, seulement 5 pour cent va à la prévention. Aidez-nous à réveiller nos législateurs et l'Amérique en portant ce ruban ». Hayley distribuait ses cartes localement et à la main partout où elle passait, mais on se mit à parler d'elle et lorsqu'elle fut interviewée par Liz Smith, elle en avait distribué des milliers. 

Pièce commémorative de 2 euros à l’occasion du 25e anniversaire du ruban rose.

Cette action suscita l’intérêt de Penny et Evelyn Lauder. Elles virent la possibilité de reprendre l’idée de Hayley en travaillant avec elle. Le magazine Self appela Hayley pour lui proposer de l'aider à atteindre une audience nationale, sans en faire profit. Mais Hayley rejeta l’offre en disant qu’elles étaient trop commerciales (déclarations de Penney au journal qui retrace l'histoire du ruban rose en 1998). Hayley raconta plus tard à la journaliste Smith qui voulait écrire la suite de son histoire, que le magazine Self lui avait demandé de lui céder les droits sur son ruban, ce qu'elle avait refusé de faire.   
Les avocats de Estée Lauder conseillèrent à Penney et ses collaboratrices dans ce projet de trouver une nouvelle couleur pour leur ruban. Elles choisirent le rose 150, une couleur rose standard qui, selon Ellie Schneider, vice-présidente de la publicité et relations publiques chez Offray, la décrit comme « une de leurs couleurs best-seller ».  

## Couleur rose
L'historien spécialiste de l'histoire de l'enfance, Hugh Cunningham, décrit que c'est seulement vers les années 1930 que le genre des enfants commence à être différencié dans l'habillement des plus petites : le bleu est choisi pour les garçons et le rose pour les filles.     
Selon l'association activiste et financièrement indépendante Think before you pink, la couleur rose du ruban a été choisie par l'entreprise Estée Lauder en 1992. La couleur rose choisie est l'une des couleurs best-seller. Le sens de cette couleur est chargé, et l'association Think before you pink, s'appuyant sur des témoignages de professionnels de l'industrie citant certaines études de consommateurs, note que le rose est une couleur féminine, douce, joyeuse et qui évoque la bonne santé « tout ce que ce cancer n'est pas ».

## But
À l'origine, le but du ruban rose a été de créer un succès commercial pour le magazine Self et l'entreprise Estée Lauder, tout en soutenant la lutte contre le cancer du sein en mettant l'accent sur son dépistage précoce. Les rubans distribués dans leur campagne commerciale en 1992 étaient accompagnés d'une carte d'information décrivant comment pratiquer un examen soi-même régulièrement, et ils récoltèrent 200 000 signatures demandant au gouvernement d'augmenter les fonds pour la recherche.  
Les objectifs du ruban rose se sont multipliés à mesure que le ruban était repris par d'autres entreprises. Le ruban est souvent associé à la conscience du cancer. L'association activiste Think Before You Pink dénonce les dérives nombreuses que ce flou a créé. L'entreprise New Balance est dénoncée comme exemple : New Balance a vendu des sneakers avec un ruban rose très discret imprimé sur la chaussure et défendent que l'idée est simplement "la prise de conscience" (aucun argent n'est reversé et aucune information sur le cancer du sein distribuée).
De plus, le dépistage précoce du sein par mammographie est un sujet controversé. En effet, un dépistage systématique peut mener à de nombreux faux positifs. Une fréquence trop élevée de mammographie augmente les risques de cancer.    

## Succès commercial
Vers la fin des années 1980, le monde de l'industrie commença à s'intéresser au marketing lié aux grandes causes (cause-marketing), sous l'influence de Carol Cone, créatrice de l'entreprise Cone Communications. Ses études sur les consommateurs montraient que, à prix et qualité égale, les consommateurs étaient prêts à changer de magasin ou de marque pour acheter un produit versant de l'argent ou soutenant une bonne cause. En 2013, 89 % des américains interrogés se disent prêts à changer de marque ou de magasin pour acheter un produit similaires qui défendrait une cause. 
Carol Cone (de Cone communications) fut ainsi à l'origine la campagne de Reebok sur la défense des droits de l'homme à  la fin des années 1980. En 1993, elle aida les cosmétiques Avon à mettre en place un claim sur leurs produits soutenant la cause du cancer du sein. Avon développa un ruban à accrocher, d'un rose différent de celle de Estée Lauder. Leur campagne généra 10 millions de dollars les deux premières années. En 1993, environ 15 moyennes et grosses entreprises aux États-Unis avaient adopté la cause du cancer du sein. En décembre 1996, le New York Times Magazine parla du cancer du sein comme « la charité à la mode cette année (en anglais : this year's hot charity) ».
En 1998, on estime qu'au moins 100 compagnies font la promotion du ruban rose sur leurs produits aux États-Unis et il est vraisemblable que ce chiffre soit beaucoup plus élevé.
Les détracteurs du ruban rose se sont multipliés, dénonçant le contraste entre les succès commerciaux des entreprises qui adoptent le ruban ou la couleur rose pour certains de leurs produits, et le peu d'argent ou d'information donné en retour pour lutter contre l'épidémie de cancer du sein. Tandis que certaines entreprises donnent de larges sommes aux programmes anti-cancer, d'autres profitent de l'avantage marketing qui leur offre le symbole sans que les profits pour la cause du cancer du sein ne soient significatifs.
L'entreprise Avon, serait (en 1998), le donateur privé le plus large pour les programmes sur le cancer du sein menées par des associations locales (comunity-based) sans but lucratif, avec 25 millions de dollars US collectés par leurs ventes.

## Critiques: Le «marketing rose» oupinkwashing
Le ruban rose a été critiqué dès ses origines, puisque Charlotte Hayley refusa de travailler avec l'industrie cosmétique Esthée Lauder et le journal Self, qu'elle trouvait trop commerciaux . Les critiques sont diverses et nombreuses. Certaines des critiques du ruban rose parlent de Pinkwashing ou de marketing rose : ce terme est un « mot-valise anglais fait référence au travestissement du «marketing de cause en opportunisme commercial», comme l’explique Slate »,. Le pinkwashing est un terme également utilisé par le mouvement LGBT.   

### Opacité des comptes: argent collecté, argent reversé
L'une des critiques des entreprises et associations utilisant les rubans roses ou la couleur rose, porte sur l'opacité de leurs comptes.    
Aux entreprises, il a été reproché de faire un bénéfice très large en utilisant la cause du cancer du sein, mais de reverser trop peu d'argent comparé au bénéfice ainsi obtenu. La marque Yoplait promettait de reverser 10 centimes sur chaque pot de yaourt vendu ; or pour que les 10 centimes soient reversés, les consommateurs devaient renvoyer l'opercule rose (le laver, le mettre sous enveloppe pour l'envoyer par courrier). Pour atteindre la somme de 36 dollars US, les consommateurs auraient dû consommer trois pots par jour pendant 4 mois, ce que les activistes ont dénoncé à plusieurs reprises. Au Canada, la marque Yoplait avait limité les dons à 80 000 dollars (les excédents allaient à l'entreprise). American Express s'engagea à verser 0,01 dollar pour chaque transaction indépendamment de la somme engagée ce qui fut également critiqué par la presse. Ainsi, la ligue de football américain NFL (National Football League) n'a reversé que 8 % des revenus issus de ses produits au ruban rose.   
Aux associations, il est reproché leur manque de transparence sur leurs comptes et le fait que les salaires octroyés soient trop élevés, ou encore le fait que l'argent obtenu par une association peut être reversé à une autre association, multipliant les intermédiaires et les dépenses associées au fonctionnement des associations plutôt qu'aux patients ou aux campagnes d'information,.

### Vente de produits cancérigènes
L'une des autres critiques du ruban rose est qu'il est parfois apposé sur des produits qui sont eux-mêmes cancérigènes (aliments contenant des substances cancérigènes, produits de beauté contenant des produits cancérigènes, etc). Yoplait a été fortement critiqué pour vendre ses yaourts ruban rose alors qu'ils contenaient des substances cancérigènes impliquées dans le cancer du sein ,.    

### Distribution de l'argent à des causes non validées scientifiquement
La distribution de l'argent récolté est souvent critiquée et là encore les critiques sont diverses et nombreuses.      
Les bénéfices du ruban rose sont versés en grande partie à la recherche sur le prolongement de la vie des patientes, bien qu'à l'origine, le ruban rose ait été arboré pour la prise de conscience et la prévention.     
Certains activistes dénoncent les salaires élevés des personnes qui gèrent les associations bénéficiant des revenus du ruban rose et de toutes les activités qui lui sont associées (voire ci-dessous). Ainsi le CEO de Komen s'est octroyé une augmentation de salaire de 65 % alors que les donations diminuaient.     
Les associations de lutte contre le cancer du sein ont mené campagne contre les fondations utilisant la cause rose (en particulier la fondation Komen) en raison de leur position sur la mammographie : des associations de lutte contre le cancer du sein se sont mises à militer pour augmenter la fréquence des mammographies chez les femmes. Ainsi, la fondation Komen s'est associée à l'industrie pharmaceutique et au planning familial et a défendu (en association avec les industriels) la mammographie systématique. Or la pratique d'un dépistage par des mammographies trop fréquentes peut augmenter les risques de cancer du sein. La fondation américaine Komen (association) (en)ou Susan G. Komen for the Cure a collecté un milliard et demi de dollars depuis sa fondation en 1982 aux États-Unis. Cependant, sous le feu de ces nombreuses critiques, les donations pour cette association ont commencé à décliner en 2012.

### Sexisme contre les hommes
Le sexisme à l'encontre des hommes a été souvent reproché aux campagnes utilisant le ruban rose et la couleur rose pour promouvoir la prise de conscience ou la lutte contre le cancer du sein. La couleur rose est devenue, depuis les années 1930, associée au marketing des petites filles. Or les hommes représentent 1 % des patients souffrant du cancer du sein. Le cancer du sein étant un des cancers des plus répandus, les hommes souffrant du cancer du sein se comptent donc par milliers. 
Les hommes souffrant du cancer du sein ne sont jamais représentés dans les campagnes utilisant les rubans roses ou la couleur rose. Certaines courses roses n'acceptent pas les coureurs de sexe masculin. [réf. nécessaire]

### Pink Ribbons, Inc
Dans un livre publié en 2006, Samantha King décrit comment le cancer du sein a été transformé d’une maladie grave et une tragédie individuelle en une industrie mue par le marché des rescapés. King s’interroge sur l’efficacité et la légitimité des efforts financés par des entreprises privées pour arrêter l’épidémie parmi les femmes américaines.  
Le livre a fait l'objet d'un film documentaire, Pink Ribbon, Inc (film documentaire) (en). Selon la synopsis de ses auteurs, le film « PINK RIBBONS, INC. est un long métrage documentaire qui illustre comment la réalité dévastatrice du cancer du sein, que les experts en marketing considèrent comme une « cause de rêve », est occultée par la brillante histoire à succès du petit ruban rose. »

### Think before you Pink
« Think Before You Pink » est une expression qui rime en anglais et ressemble beaucoup à d'autres slogans comme « Think Before You Drink » (pensez avant de boire). On pourrait le traduire en français par « pensez avant de roser ».  
« Think Before You Pink » a été lancé par l'association américaine Breast Cancer Action en 2002. Ce projet a été monté pour répondre au nombre croissant de rubans roses sur le marché. Le mouvement mène campagne pour pousser les industries impliquées dans la vente du ruban rose ou autres produits associés, à montrer une grande transparence. Elle encourage aussi les consommateurs à se montrer très critiques sur les promotions engageant les rubans roses. 

### Dans les médias
En 2016 en France, la blogueuse lyonnaise, Manuella Wyler, atteinte du cancer du sein dénonce sur son blog le marketing rose, ou Pinkwashing, et cite pour exemple l'association Courir pour Elles. L'association réagit en ouvrant une plainte pour poursuivre en justice la malade. Sous la pression médiatique, l'association retire sa plainte.

## Ruban Rose (marque déposée)

### Pink Ribbon International
Le but de cette organisation[Quoi ?] est de créer une communauté de soutien à travers le monde et d’informer les patients, les spécialistes, les familles et les amis du Ruban Rose et du cancer du sein. 

## Mois de la sensibilisation au cancer du sein
Le mois de la sensibilisation au cancer du sein  est une campagne internationale annuelle, organisée par de grandes fondations caritatives s’occupant du cancer du sein, dans le but d’augmenter la conscience des maladies, de recueillir des fonds pour la recherche portant sur ses causes, sa prévention et ses remèdes. La campagne propose aussi des informations et un soutien à ceux touchés par le cancer du sein.
Le National Breast Cancer Awareness Month ou mois de la sensibilisation au cancer du sein a été fondé en 1985 sous la forme d'un partenariat entre l'American Cancer Society et la division pharmaceutique de Imperial Chemical Industries. Cette division pharmaceutique survit dans le groupe AstraZeneca, multinationale pharmaceutique qui fabrique le Nolvadex (tamoxifen), l'Arimidex (anastrozole) et le Faslodex (fulvestrant), médicaments utilisés dans le traitement du cancer du sein. Depuis le début, le NBCAM (le mois de la sensibilisation au cancer du sein) a eu pour but de promouvoir les mammographies en tant que moyen le plus efficace de lutter contre le cancer du sein.
Le nombre d’entreprises qui se sont engagées dans la sensibilisation au cancer du sein n’a cessé de croître au fil des ans. Estee Lauder, Avon, Komen ainsi que d’autres organisations commerciales et non commerciales participent à plusieurs événements et activités au cours du mois d’octobre. Cette opération de sensibilisation est connue en France sous la dénomination d'Octobre rose.

## Activités et événements au cours du Mois de sensibilisation au cancer du sein

### La course «The National Race for the cure»
En décembre 1983 eut lieu pour la première fois à Dallas (Texas) la Race for the cure, une « course pour la guérison » à laquelle 700 personnes participèrent. En 1999, non seulement le nombre de participants atteignit les 600 000, mais la course devint aussi le plus grand 5K series, puisque 99 villes des États-Unis organisèrent la course Race for the cure. En 2005, le nombre de participants atteignit les 1,4 million, montrant ainsi le succès de la course. Le site Internet The Race for the Cure Website affirme que la Race for the cure tenue de nos jours à Washington est la plus grande course 5K du monde. Cependant, cet événement n’attire pas seulement des volontaires, mais aussi des entreprises qui acceptent de le parrainer, des célébrités et des hommes politiques, qui chaque année rendent l’événement encore plus important. 
La course Race for the Cure est aussi organisée dans différentes autres parties du monde. 

### Cancer du sein (marche de 2 jours)
Il s’agit d’une marche de 60 km (sur deux jours) destinée à collecter des fonds pour des instituts travaillant dans la recherche sur le cancer du sein.[réf. nécessaire]

### Cancer du sein (marche de 3 jours)
Il s’agit d’une marche de 60 miles (répartie sur 3 jours) pour collecter des fonds pour des recherches sur le cancer du sein actuellement menées. Cette marche, sponsorisée par la Susan G. Komen Breast Cancer Foundation, se déroule dans plusieurs villes des États-Unis. Cependant, dans le passé, cette marche était sponsorisée et dirigée par les produits Avon et elle est toujours connue chez beaucoup de participants sous le nom de Avon 3 Day. Avon organise par ailleurs plusieurs autres événements dans le monde, comme les Country Avon Event.[réf. nécessaire]

### Illumination Globale

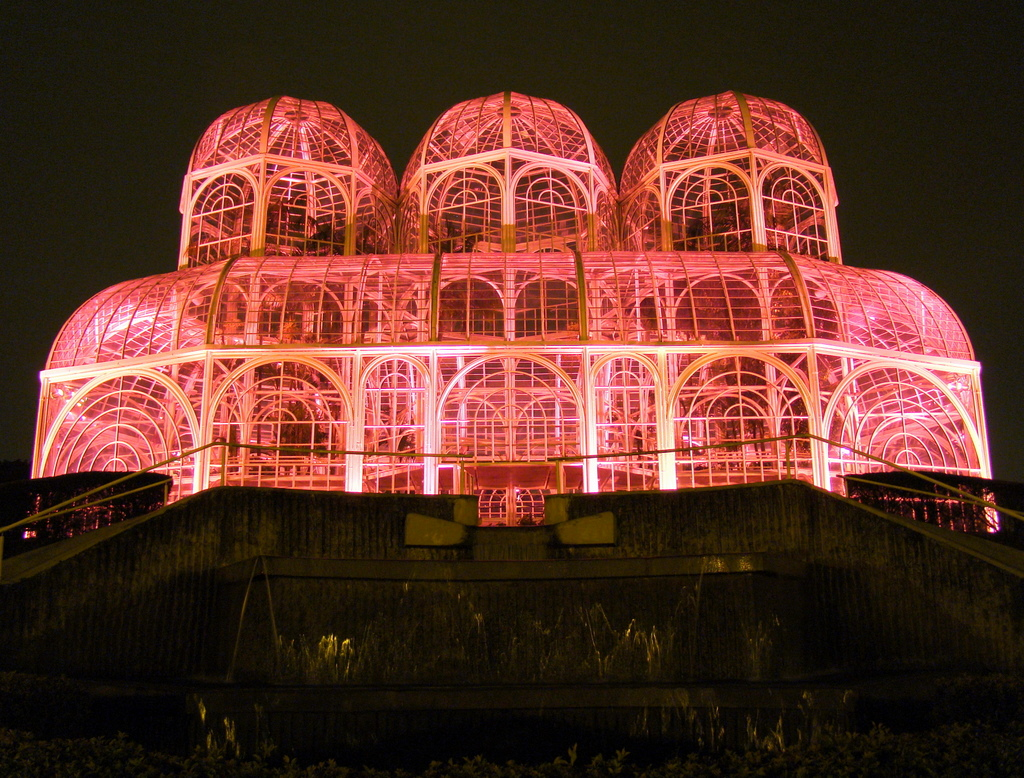
Serre du Jardin botanique de Curitiba, Curitiba Région Sud du Brésil.

Les entreprises Estee Lauder organisent l’illustration en rose de plusieurs monuments célèbres, afin d’attirer l’attention (comme pour le ruban rose) sur l’importance du cancer du sein [Quoi ?]ou sur son diagnostic précoce [évasif] et la recherche pour trouver des moyens pour le traitement ou la prévention du cancer du sein [réf. nécessaire].  

### In the Pink
Il s’agit d’une activité se déroulant au cours du mois de la sensibilisation au cancer du sein Breast Cancer Awareness Month, en octobre. Son but est de collecter des fonds en organisant plusieurs activités comme des fêtes à thème ou une journée rose au travail. L’argent ainsi collecté est donné à la Fondation pour la recherche sur le Cancer du sein[réf. nécessaire]. 

## Produits

### Le timbre Cancer du sein
Le premier timbre pour la recherche contre le cancer du sein était édité en 1996 . Comme il ne se vendait pas bien, on demanda à Ethel Kessler de dessiner un nouveau timbre pour la recherche contre le cancer du sein. Le 29 juillet 1998, la Première dame Hillary Clinton et le receveur des postes William Henderson rendirent public le timbre pour la recherche contre le cancer du sein. Le timbre coûte 45 cents. 70 pour cent des fonds recueillis sont versés à l’Institut National contre le cancer National Cancer Institute (NCI) et 30 pour cent au programme de recherche sur le cancer du sein du département de la Défense (Department of Defense (DOD)). En novembre 2005, 33,5 millions de dollars avaient été versés au NCI et le DOD en avait recueilli 13 millions.[réf. nécessaire]

### La pièce Cancer du sein
Au Canada, une pièce Cancer du sein en argent a été mise sur le marché. Cette pièce existe en 15 000 exemplaires dans le monde. Une face de la pièce représente un portrait de Sa Majesté la Reine Elizabeth d’Angleterre, alors que côté pile figure le Ruban Rose.[réf. nécessaire]

## Autres significations du ruban rose
Le ruban rose n’est pas uniquement un symbole pour la sensibilisation au cancer du sein, c’est aussi un symbole pour la « Marche des dix sous » et ses efforts dans la lutte contre les naissances prématurées, pour sauver des bébés et pour trouver un traitement pour les défauts de naissance. Le ruban rose représente aussi les parents biologiques et la sensibilisation au cancer chez les enfants.[réf. nécessaire]